# Cryptothylax
Cryptothylax is een geslacht van kikkers uit de familie rietkikkers (Hyperoliidae). De groep werd voor het eerst wetenschappelijk beschreven door Raymond Ferdinand Laurent en J. Laurent-Combaz in 1950.
Er zijn twee soorten die voorkomen in delen van Afrika en voorkomen in de landen  Angola, Centraal-Afrikaanse Republiek, Congo-Brazzaville, Congo-Kinshasa, Equatoriaal-Guinea, Gabon en Kameroen.

## Soorten
Geslacht Cryptothylax
- Soort Cryptothylax greshoffii
- Soort Cryptothylax minutus

Acanthixalus · 
Afrixalus · 
Alexteroon · 
Arlequinus · 
Callixalus · 
Chrysobatrachus · 
Cryptothylax · 
Heterixalus · 
Hyperolius · 
Kassina · 
Kassinula · 
Morerella · 
Opisthothylax · 
Paracassina · 
Phlyctimantis · 
Semnodactylus · 
Tachycnemis